# Richard Abegg
Richard Abegg (Danzig (Gdańsk), 9 de gener del 1869 - Kröslin, 3 d'abril del 1910) va ser un químic alemany.
Estudià química a Tübingen, Kiel i Berlín entre el 1886 i el 1891. Aquest darrer any va treballar amb Wilhelm Ostwald a Leipzig i els anys 1892-1893 amb Svante Arrhenius a Estocolm. El 1894 fou nomenat assistent de Walter Nernst a Göttingen. Obtingué el títol de Professor de Química Física el 1897 a l'Institut de Química de la Universitat de Breslau. El 1909 fou nomenat catedràtic de Química General a la recentment creada TH de Breslau.
Abegg treballà des d'un començament en l'establiment de la Química Física com a disciplina independent. El 1984 investigà els punts de fusió de dissolucions salines fortament concentrades i altament diluïdes així com els productes de solubilitat. Determinà també constants dielèctriques i la seva dependència amb la temperatura, estats d'agregació, mobilitats iòniques en dissolucions i pressions de vapor.
A partir de 1899 treballà en la teoria de la valència i la posició dels elements en la taula periòdica. El 1904 formulà la regla d'Abegg segons la qual la valència d'un element és una propietat variable, i que la suma de les valències màximes positives i negatives d'un element (estats d'oxidació major i menor) val 8.